# Jashuri
Jashuri (en georgiano: ხაშური) es una ciudad en el norte de Georgia, ubicada en el norte de la región de Iberia Interior y capital del municipio homónimo. Jashuri es la sede de la eparquía de Surami y Jashuri de la iglesia ortodoxa georgiana.

## Geografía
Jashuri se ubica a orillas del río Kurá, a medio camino entre Gori y Zestaponi.

### Clima
| Parámetros climáticos promedio de Jashuri (1991-2020) | Parámetros climáticos promedio de Jashuri (1991-2020) | Parámetros climáticos promedio de Jashuri (1991-2020) | Parámetros climáticos promedio de Jashuri (1991-2020) | Parámetros climáticos promedio de Jashuri (1991-2020) | Parámetros climáticos promedio de Jashuri (1991-2020) | Parámetros climáticos promedio de Jashuri (1991-2020) | Parámetros climáticos promedio de Jashuri (1991-2020) | Parámetros climáticos promedio de Jashuri (1991-2020) | Parámetros climáticos promedio de Jashuri (1991-2020) | Parámetros climáticos promedio de Jashuri (1991-2020) | Parámetros climáticos promedio de Jashuri (1991-2020) | Parámetros climáticos promedio de Jashuri (1991-2020) | Parámetros climáticos promedio de Jashuri (1991-2020) |
| Mes                                                   | Ene.                                                  | Feb.                                                  | Mar.                                                  | Abr.                                                  | May.                                                  | Jun.                                                  | Jul.                                                  | Ago.                                                  | Sep.                                                  | Oct.                                                  | Nov.                                                  | Dic.                                                  | Anual                                                 |
| ----------------------------------------------------- | ----------------------------------------------------- | ----------------------------------------------------- | ----------------------------------------------------- | ----------------------------------------------------- | ----------------------------------------------------- | ----------------------------------------------------- | ----------------------------------------------------- | ----------------------------------------------------- | ----------------------------------------------------- | ----------------------------------------------------- | ----------------------------------------------------- | ----------------------------------------------------- | ----------------------------------------------------- |
| Temp. máx. abs. (°C)                                  | 14.6                                                  | 20.8                                                  | 24.5                                                  | 29.9                                                  | 31.4                                                  | 37.2                                                  | 38.5                                                  | 38.5                                                  | 35.0                                                  | 29.0                                                  | 24.2                                                  | 19.2                                                  | 38.5                                                  |
| Temp. máx. media (°C)                                 | 4.2                                                   | 5.8                                                   | 10.9                                                  | 16.5                                                  | 21.6                                                  | 25.7                                                  | 28.5                                                  | 29.2                                                  | 24.6                                                  | 18.4                                                  | 10.9                                                  | 5.4                                                   | 16.8                                                  |
| Temp. mín. media (°C)                                 | -3.5                                                  | -3.1                                                  | 0.7                                                   | 5.0                                                   | 9.7                                                   | 13.8                                                  | 16.9                                                  | 16.8                                                  | 12.5                                                  | 7.2                                                   | 1.4                                                   | -2.3                                                  | 6.3                                                   |
| Temp. mín. abs. (°C)                                  | -19.5                                                 | -19.0                                                 | -11.8                                                 | -8.5                                                  | -0.4                                                  | 1.3                                                   | 6.4                                                   | 8.1                                                   | 1.1                                                   | -4.5                                                  | -12.5                                                 | -21.5                                                 | -21.5                                                 |
| Precipitación total (mm)                              | 46.6                                                  | 40.6                                                  | 43.0                                                  | 48.9                                                  | 67.9                                                  | 64.4                                                  | 39.0                                                  | 35.6                                                  | 41.2                                                  | 53.2                                                  | 62.6                                                  | 47.6                                                  | 590.6                                                 |
| Días de precipitaciones (≥ 1.0 mm)                    | 8.4                                                   | 7.4                                                   | 8.0                                                   | 8.3                                                   | 10.2                                                  | 9.1                                                   | 6.1                                                   | 5.5                                                   | 6.5                                                   | 7.9                                                   | 8.1                                                   | 8.2                                                   | 93.7                                                  |
| Fuente: NOAA                                          |                                                       |                                                       |                                                       |                                                       |                                                       |                                                       |                                                       |                                                       |                                                       |                                                       |                                                       |                                                       |                                                       |

## Historia
Jashuri se menciona en la descripción de Kartli-Kajetia que hace Ioane Batonishvili, en la que describe el agua de Surami y las aldeas de su valle. Jashuri se menciona como un pueblo poblado.
La localidad como se la conoce hoy fue fundada en 1872 como un pequeño poblado ferroviario de la línea entre Tiflis y Poti. Inicialmente el poblado ferroviario se llamaba "Mijailovo" en honor a Miguel Nikoláyevich de Rusia. En 1896 la ciudad se convirtió en una estación de tránsito para el primer oleoducto Bakú-Batumi.
Adoptó su topónimo actual en 1917 y recibió el estatus urbano en 1921. En marzo de 1921, durante la invasión soviética de Georgia, hubo feroces batallas cerca de Jashuri con las que el ejército de la República Democrática de Georgia estuvo cerca de forzar al mando soviético en Tiflis a entablar negociaciones de paz. Entre 1928 y 1934 se llamó Stalinisi (en georgiano: სტალინისი) en referencia a Iósif Stalin, ya que la familia Dzhugashvili era originaria de este lugar. 
A lo largo del siglo XX ha basado su crecimiento en sus comunicaciones, al ubicarse en el cruce de la carretera y el ferrocarril principales del país con los que llevan a Turquía pasando por Boryomi y Ajaltsije.

## Demografía
La evolución demográfica de Jashuri entre 1922 y 2023 fue la siguiente:
| 7018                                            | 7776 | 15 516 | 18 646 | 24 469 | 28 638 | 32 639 | 28 560 | 26 135 | 28 435 |
| (Fuente: Population of Georgia in Soviet times) |      |        |        |        |        |        |        |        |        |

Históricamente, la población de Jashuri ha sido mayoritariamente georgiana.
|                  | 1939      | 1939       | 2014      | 2014       |
| Grupo étnico     | Población | Porcentaje | Población | Porcentaje |
| ---------------- | --------- | ---------- | --------- | ---------- |
| Georgianos       | 13 272    | 85,3%      | 25 630    | 98,07%     |
| Rusos            | 883       | 5,7%       | 81        | 0,31%      |
| Ucranianos       | 883       | 5,7%       | -         | -          |
| Armenios         | 784       | 5%         | 223       | 0,85%      |
| Osetios          | 295       | 1,9%       | 125       | 0,48%      |
| Griegos          | 146       | 0,9%       | 26        | 0,10%      |
| Chechenos y kist | -         | -          | 1         | 0,01%      |
| Judíos           | 59        | 0,4%       | -         | -          |
| Lezguinos        | 16        | 0,1%       | -         | -          |
| Asirios          | 13        | 0,1%       | -         | -          |
| Alemanes         | 7         | 0,1%       | -         | -          |
| Azeríes          | 2         | 0,1%       | -         | -          |
| Total            | 15 516    | 100%       | 26 135    | 100%       |

## Economía
Los empleadores más importantes hoy en día son una fábrica de envases de vidrio, una instalación de almacenamiento de petróleo crudo y la cercana central hidroeléctrica de Suramula, construida con ayuda de la UE.

## Infraestructura

### Arquitectura, monumentos y lugares de interés
El establecimiento de medios impresos en la ciudad de Jashuri está relacionado con la ideología soviética. En mayo de 2000 se volvió a erigir un monumento a Stalin de 2,5 metros de altura, que había sido retirado de la plaza principal de la ciudad en 1956, pero fue demolido definitivamente en 2008.En Jashuri también hay un museo de historia local.

### Transporte
La autopista S8 comienza en Jashuri y termina en Vale, parte de la E60 la carretera 8 que lleva a Kars.

## Cultura

### Medios de comunicación
La primera compañía de televisión local independiente, "Dia", se creó en 1990 y transmitió primero en la ciudad de Jashuri y luego en el territorio del municipio de Jashuri. Desde 2012, la compañía de televisión "Dia" cubre toda la región de Iberia Interior y luego pasó a ser una emisora nacional.En 2021 se fundó en la ciudad una nueva televisión local por Internet TV Iveria.

## Personas importantes
- Dzhaba Ioseliani (1926-2003): político georgiano, asaltante de bancos y líder de la organización paramilitar georgiana Mjedrioni.

## Galería

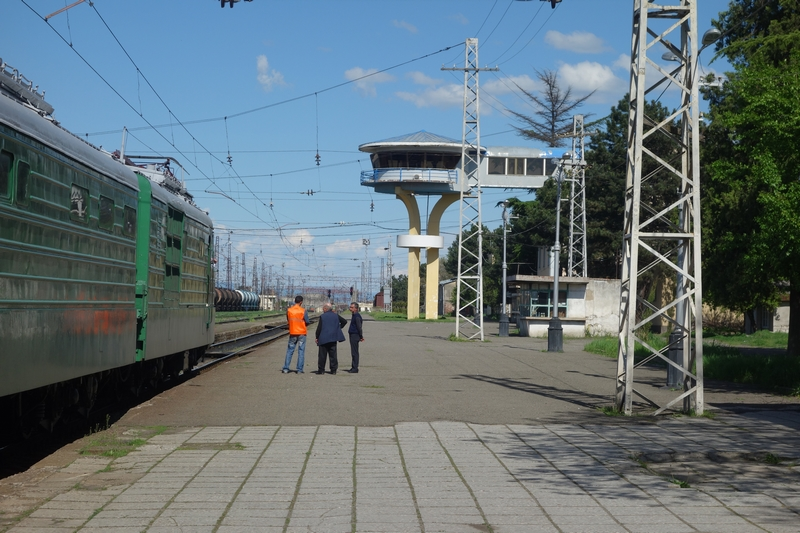
Torre de control de la estación de trenes de Jashuri
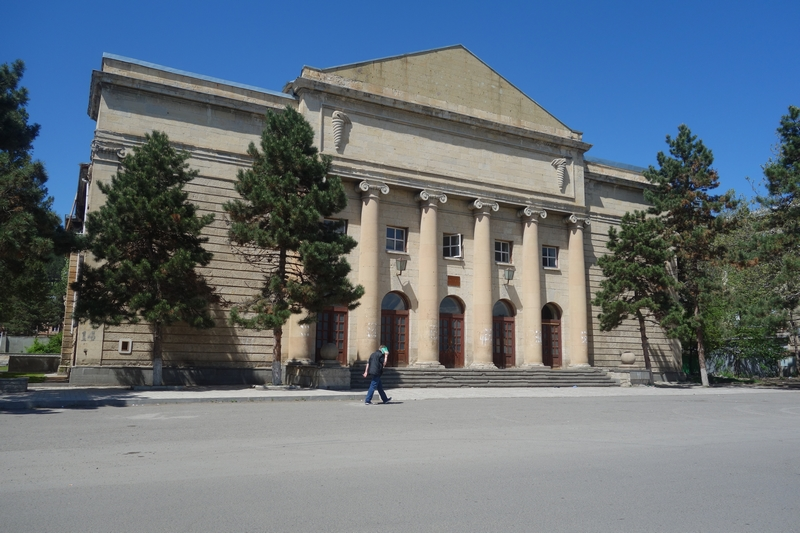
Antiguo teatro de Jashuri
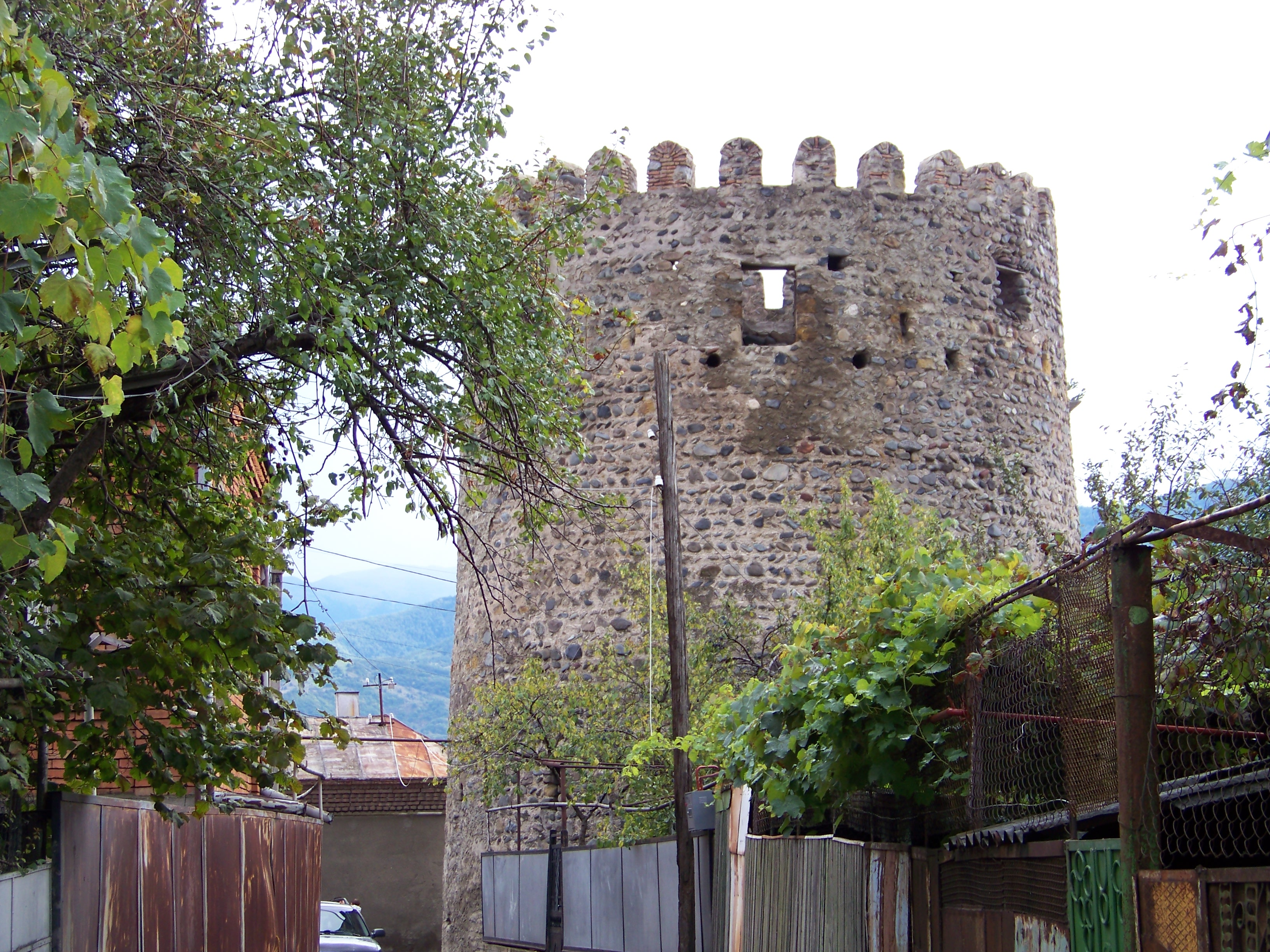
Torre de Jashuri
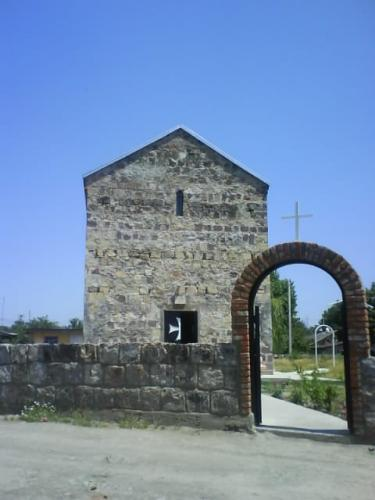
Iglesia de Santa Bárbara

## Ciudades hermanadas
Jashuri está hermanada con las siguientes ciudades:
- Ramla, Israel.
- Bauska, Letonia.
- Radviliškis, Lituania.
- Tarnów, Polonia.
- Zviáhel, Ucrania.